# Jefferson Santos Pereira
Jefferson Santos Pereira (* 8. Juni 1989 in Rio de Janeiro) ist ein katarischer Beachvolleyballspieler brasilianischer Herkunft.

## Karriere
Jefferson wurde 2006 bei der Jugend-WM in Bermuda Neunter mit Vinícius Silveira Rosa. Bei der Junioren-WM in Brighton erreichte er mit Gabriel Silva Francisco Pereira den 19. Rang. 2013 verließ der gebürtige Brasilianer wegen der großen Konkurrenz seine Heimat; seitdem spielt er für Katar. Mit Tiago de Jesus Santos nahm er bei den Durban Open der FIVB World Tour teil. Bei den Fuzhou Open kam das Duo auf den neunten Rang und in Shanghai folgte der erste Grand Slam. Nach dem fünften Rang bei den Anapa Open wurden Jefferson/Tiago Dritte der asiatischen Meisterschaft. Anschließend spielten sie noch vier Grand Slams und die Doha Open, ohne dabei über den 25. Platz hinauszukommen. 2015 bildete Jefferson ein neues Duo mit Cherif Younousse. Nach den ersten gemeinsamen Open-Turnieren in Fuzhou und Luzern nahmen Jefferson/Cherif an der Weltmeisterschaft 2015 in den Niederlanden teil. Dort kamen sie als Gruppendritter in die KO-Runde und schafften es bis ins Viertelfinale. Anschließend spielten sie beim Grand Slam in Olsztyn und den Xiamen Open, bevor sie am erstmals ausgetragenen Open-Turnier in Katar teilnahmen. Anfang 2016 gewannen sie die Kisch Open. Beim Grand Slam in Rio de Janeiro und drei Open-Turnieren belegten sie jeweils den 25. Platz. Die Asien-Meisterschaft beendeten sie auf dem fünften Rang. Beim Continental Cup der AVC setzten sich Jefferson/Cherif gegen die Konkurrenten aus Asien durch und qualifizierten sich für die Olympischen Spiele 2016, wo sie Platz neun belegten. Auch bei der Weltmeisterschaft 2017 in Wien wurden Jefferson/Cherif Neunte.
Mit Julio Nascimento spielte Jefferson 2018 ein letztes Turnier auf der World Tour in Doha. Anschließend bestritt er nur noch einige nationale Events vorwiegend bei der deutschen Techniker Beach Tour,  u. a. mit Manuel Lohmann. Anschließend beendete der Brasilianer seine Beachvolleyballkarriere.